# Premierzy Peru

## Lista premierów Peru 1861–1975
- Juan Antonio Pezet (1861–1863)
- Juan Antonio Ribeyro Estrada (1863–1864)
- José Manuel Costas Arce (sierpień 1864 – 11 kwietnia 1865)
- Manuel Ignacio de Vivanco (11 kwietnia – wrzesień 1865)
- Pedro José Calderón (wrzesień – 9 listopada 1865)
- Mariano Ignacio Prado (9 listopada 1865 – czerwiec 1867)
- Pedro José de Saavedra (czerwiec 1867 – styczeń 1868)
- Luis La Puerta (styczeń 1868)
- Antonio Arenas (I raz) (styczeń – sierpień 1868)
- José Balta (1868–1871)
- José Allende (2 sierpnia 1871 – 1872)
- José Jorge Loayza (I raz) (1872)
- José Miguel Medina (2 sierpnia 1872 – 3 września 1873)
- José de la Riva-Agüero y Looz Corswaren (1873–1874)
- José Eusebio Sánchez Pedraza (1874)
- Nicolás Freire de Neira (1875)
- Antonio Arenas (II raz) (2–26 sierpnia 1876)
- Teodoro La Rosa (26 sierpnia 1876 – 4 czerwca 1877)
- Juan Buendía Noriega (4 czerwca 1877 – 18 czerwca 1878)
- José Jorge Loayza (II raz) (18 czerwca – 17 grudnia 1878)
- Manuel Irigoyen Larrea (I raz) (17 grudnia 1878 – 19 maja 1879)
- Manuel de Mendiburu Bonet (19 maja – 16 października 1879)
- Manuel Gonzáles de la Cotera (16 października – 23 grudnia 1879)
- Aurélio Denegri Valega (I raz) (marzec – listopad 1881)
- Lorenzo Iglesias Pino de Arce (3 stycznia – 27 sierpnia 1883)
- Manuel Antonio Barinaga (I raz) (27 sierpnia 1883 – 7 kwietnia 1884)
- Mariano Castro Zaldívar Iglesias (7 kwietnia 1884 – 14 maja 1885)
- Joaquín Iglesias Pino de Arce (14 maja – 2 grudnia 1885)
- Antonio Arenas (III raz) (2 grudnia 1885 – 3 czerwca 1886)
- Pedro Alejandrino del Solar Gabans (I raz) (3 czerwca – 6 października 1886)
- José Nicolas Araníbar y Llano (6 października – 22 listopada 1886)
- Pedro Alejandrino del Solar Gabans (II raz) (22 listopada 1886 – 22 sierpnia 1887)
- Mariano Santos Álvarez Villegas (22 sierpnia – 12 września 1887)
- Carlos Maria Elías y de la Quintana (I raz) (12 września – 5 października 1887)
- Raymundo Morales Arias (p.o.) (5 października – 8 listopada 1887
- Aurélio Denegri Valega (II raz) (8 listopada 1887 – 8 marca 1889)
- José Mariano Jiménez Wald (I raz) (8 marca – 4 kwietnia 1889)
- Pedro Alejandrino del Solar Gabans (III raz) (4 kwietnia 1889 – 10 lutego 1890)
- Manuel Irigoyen Larrea (II raz) (11 lutego – 10 sierpnia 1890)
- Mariano Nicolás Valcárcel Salazar (10 sierpnia 1890 – 24 lipca 1891)
- Alberto Elmore Fernández de Córdoba (I raz, p.o.) (24 lipca – 14 sierpnia 1891)
- Federico Herrera (I raz) (14–24 sierpnia 1891)
- Justiniano Borgoño Castañeda (24 sierpnia – 14 października 1891)
- Federico Herrera (II raz, p.o. do 27 listopada 1891) (14 października 1891 – 14 kwietnia 1892)
- Juan Ibarra (p.o. do 2 maja 1892) (14 kwietnia – 30 czerwca 1892)
- Carlos Maria Elías y de la Quintana (II raz) (30 czerwca 1892 – 3 marca 1893)
- Manuel Velarde Seoane (3 marca – 11 maja 1893)
- José Mariano Jiménez Wald (II raz) (11 maja 1893 – 1 kwietnia 1894)
- Baltasar García Urrutia (1 kwietnia – 10 sierpnia 1894)
- Cesáreo Chacaltana Reyes (I raz) (10 sierpnia – 16 listopada 1894)
- Manuel Irigoyen Larrea (III raz) (16 listopada 1894 – 21 marca 1895)
- Antonio Bentín y La Fuente (8 września – 30 listopada 1895)
- Manuel Antonio Barinaga (II raz) (30 listopada 1895 – 8 sierpnia 1896)
- Manuel Pablo Olaechea Guerrero (8 sierpnia 1896 – 25 listopada 1897)
- Alejandro López de Romaña Alvizuri (25 listopada 1897 – 16 maja 1898)
- José Jorge Loayza (III raz) (16 maja 1898 – 8 września 1899)
- Manuel María Gálvez Egúsquiza (8 września 1899 – 14 grudnia 1899)
- Enrique de la Riva-Agüero y Looz Corswaren (I raz) (14 grudnia 1899 – 30 sierpnia 1900)
- Enrique Coronel Zegarra y Cortés (30 sierpnia – 2 października 1900)
- Domingo M. Almenara Butler (2 października 1900 – 11 września 1901)
- Cesáreo Chacaltana Reyes (II raz) (11 września 1901 – 9 sierpnia 1902)
- Cesáreo Octavio Deustua Escarza (9 sierpnia – 4 listopada 1902)
- Eugenio Larrabure y Unanue (4 listopada 1902 – 8 września 1903)
- José Pardo (8 września 1903 – 14 maja 1904)
- Alberto Elmore Fernández de Córdoba (II raz) (14 maja – 24 września 1904)
- Augusto B. Leguía (24 września 1904 – 1 sierpnia 1907)
- Agustín Tovar (1 sierpnia – 9 października 1907)
- Carlos A. Washburn Salas (9 października 1907 – 24 września 1908)
- Eulogio I. Romero Salcedo (24 września 1908 – 8 czerwca 1909)
- Rafael Fernández de Villanueva Cortez (8 czerwca 1909 – 14 marca 1910)
- Javier Prado y Ugarteche (14 marca – 3 sierpnia 1910)
- Germán Schreiber Waddington (I raz) (3 sierpnia – 3 listopada 1910)
- José Salvador Cavero Ovalle (3 listopada – 27 grudnia 1910)
- Enrique C. Basadre Stevenson (27 grudnia 1910 – 31 sierpnia 1911)
- Agustín Guillermo Ganoza Cavero (31 sierpnia 1911 – 24 września 1912)
- Elías Malpartida (24 września – 23 grudnia 1912)
- Enrique Varela Vidaurre (I raz) (24 grudnia 1912 – 24 lutego 1913)
- Federico Luna y Peralta (24 lutego – 17 czerwca 1913)
- Aurelio Sousa Matute (I raz) (17 czerwca – 27 lipca 1913)
- Enrique Varela Vidaurre (II raz) (27 lipca 1913 – 4 lutego 1914)
- Pedro E. Muñiz Sevilla (16 maja – 1 sierpnia 1914)
- Manuel Melitón Carvajal (1–22 sierpnia 1914)
- Aurelio Sousa Matute (II raz) (22 sierpnia – 11 listopada 1914)
- Germán Schreiber Waddington (II raz) (11 listopada 1914 – 19 lutego 1915)
- Carlos Isaac Abril Galindo (19 lutego – 24 września 1915)
- Enrique de la Riva-Agüero y Looz Corswaren (II raz) (24 września 1915 – 27 lipca 1917)
- Francisco Tudela y Varela (27 lipca 1917 – 18 grudnia 1918)
- Germán Arenas Zuñiga (I raz) (18 grudnia 1918 – 26 kwietnia 1919)
- Juan Manuel Zuloaga (26 kwietnia 1919 – 4 lipca 1919)
- Germán Leguía y Martínez Jakeway (4 lipca 1919 – 7 października 1922)
- Julio Enrique Ego Aguirre (7 października 1922 – 12 października 1924)
- Alejandrino Maguiña (12 października 1924 – 7 grudnia 1926)
- Pedro José Rada y Gamio (7 grudnia 1926 – 12 października 1929)
- Benjamín Huamán de los Heros (12 października 1929 – 23 sierpnia 1930)
- Fernando Sarmiento (23–25 sierpnia 1930)
- Luis Miguel Sanchez del Cerro (25 sierpnia – 24 listopada 1930)
- Antonio Beingolea (24 listopada 1930 – 1 marca 1931)
- Germán Arenas Zuñiga (II raz) (8 grudnia 1931 – 28 stycznia 1932)
- Francisco R. Lanatta Ramírez (29 stycznia – 13 kwietnia 1932)
- Luis Angel Flores (13 kwietnia – 20 maja 1932)
- Ricardo Rivadeneyra Barnuevo (21 maja – 24 grudnia 1932)
- José Matías Manzanilla Barrientos (24 grudnia 1932 – 29 czerwca 1933)
- Jorge Prado y Ugarteche (29 czerwca – 24 listopada 1933)
- José de la Riva-Agüero y Osma (24 listopada 1933 – 18 maja 1934)
- Alberto Rey de Castro y Romaña (I raz) (wrzesień – 24 grudnia 1934)
- Carlos Arenas y Loayza (24 grudnia 1934 – maj 1935)
- Manuel Esteban Rodríguez (maj 1935 – 13 kwietnia 1936)
- Ernesto Montagne Markholz (8 grudnia 1936 – 12 kwietnia 1939)
- Alberto Rey de Castro y Romaña (II raz) (12 kwietnia – 8 grudnia 1939)
- Alfredo Solf y Muro (8 grudnia 1939 – 3 grudnia 1944)
- Manuel Cisneros Sánchez (I raz) (3 grudnia 1944 – 28 lipca 1945)
- Rafael Belaúnde Diez Canseco (28 lipca 1945 – 31 stycznia 1946)
- Julio Ernesto Portugal Escobedo (31 stycznia 1946 – 12 stycznia 1947)
- José R. Alzamora Freundt (12 stycznia – 30 października 1947)
- Roque Augusto Saldías Maninat (I raz) (27 lutego – 17 czerwca 1948)
- Armando Revoredo Iglesias (17 czerwca – 27 października 1948)
- Zenón Noriega Agüero (28 lipca 1950 – 9 sierpnia 1954)
- Roque Augusto Saldías Maninat (II raz) (9 sierpnia 1954 – 28 lipca 1956)
- Manuel Cisneros Sánchez (II raz) (28 lipca 1956 – 9 czerwca 1958)
- Luis Gallo Porras (9 czerwca 1958 – 17 lipca 1959)
- Pedro Gerardo Beltrán Espantoso (17 lipca 1959 – 24 listopada 1961)
- Carlos Moreyra y Paz Soldán (24 listopada 1961 – 18 lipca 1962)
- Nicolás Lindley López (18 lipca 1962 – 28 lipca 1963)
- Julio Óscar Trelles Montes (28 lipca – 31 grudnia 1963)
- Fernando Schwalb López Aldana (I raz) (31 grudnia 1963 – 15 września 1965)
- Daniel Becerra de la Flor (15 września 1965 – 6 września 1967)
- Edgardo Seoane Corrales (6 września – 17 listopada 1967)
- Raúl Ferrero Rebagliati (17 listopada 1967 – 30 maja 1968)
- Oswaldo Hercelles García (30 maja – 2 października 1968)
- Miguel Mujica Gallo (2–3 października 1968)
- Ernesto Montagne Sánchez (3 października 1968 – 31 stycznia 1973)
- Luis Edgardo Mercado Jarrín (31 stycznia 1973 – 1 lutego 1975)
- Francisco Morales Bermúdez (1 lutego – 30 sierpnia 1975)

## Lista premierów Peru (od 1975)
Prezydent Francisco Morales Bermúdez (1975–1980)
| Data                                | Premier                          | Partia polityczna |
| ----------------------------------- | -------------------------------- | ----------------- |
| 30 sierpnia 1975 – 31 stycznia 1976 | Óscar Vargas Prieto              | wojskowy          |
| 31 stycznia 1976 – 16 lipca 1976    | Jorge Fernández Maldonado Solari | wojskowy          |
| 16 lipca 1976 – 30 stycznia 1978    | Guillermo Arbulú Galliani        | wojskowy          |
| 30 stycznia 1978 – 31 stycznia 1979 | Óscar Molina Pallochia           | wojskowy          |
| 31 stycznia 1979 – 28 lipca 1980    | Pedro Richter Prada              | wojskowy          |

Prezydent Fernando Belaúnde Terry (1980–1985) 
| Data                                    | Premier                       | Partia polityczna |
| --------------------------------------- | ----------------------------- | ----------------- |
| 28 lipca 1980 – 9 grudnia 1982          | Manuel Ulloa Elías            | Acción Popular    |
| 9 grudnia 1982 – 10 kwietnia 1984       | Fernando Schwalb López Aldana | Acción Popular    |
| 10 kwietnia 1984 – 12 października 1984 | Sandro Mariátegui Chiappe     | Acción Popular    |
| 12 października 1984 – 28 lipca 1985    | Luis Pércovich                | Acción Popular    |

Prezydent Alan García Pérez (1985–1990)
| Data                             | Premier                      | Partia polityczna |
| -------------------------------- | ---------------------------- | ----------------- |
| 28 lipca 1985 – 26 czerwca 1987  | Luis Alva Castro             | APRA              |
| 26 czerwca 1987 – 13 maja 1988   | Guillermo Larco Cox          | APRA              |
| 13 maja 1988 – 15 maja 1989      | Armando Villanueva del Campo | APRA              |
| 15 maja 1989 – 30 września 1989  | Luis Alberto Sánchez         | APRA              |
| 30 września 1989 – 28 lipca 1990 | Guillermo Larco Cox          | APRA              |

Prezydent Alberto Fujimori (1990–2000) 
| Data                                   | Premier                     | Partia polityczna         |
| -------------------------------------- | --------------------------- | ------------------------- |
| 28 lipca 1990 – 15 lutego 1991         | Juan Carlos Hurtado Miller  | Cambio 90                 |
| 15 lutego 1991 – 6 listopada 1991      | Carlos Torres y Torres Lara | Cambio 90                 |
| 6 listopada 1991 – 6 kwietnia 1992     | Alfonso de Los Heros        | Cambio 90                 |
| 6 kwietnia 1992 – 28 sierpnia 1993     | Oscar De La Puente          | Cambio 90                 |
| 28 sierpnia 1993 – 17 lutego 1994      | Alfonso Bustamante          | Cambio 90                 |
| 17 lutego 1994 – 28 lipca 1995         | Efrain Goldenberg Schreiber | Cambio 90                 |
| 28 lipca 1995 – 3 kwietnia 1996        | Dante Cordova               | Cambio 90 – Nueva Mayoría |
| 3 kwietnia 1996 – 4 czerwca 1998       | Alberto Pandolfi            | Cambio 90 – Nueva Mayoría |
| 4 czerwca 1998 – 21 sierpnia 1998      | Javier Valle Riestra        | APRA                      |
| 21 sierpnia 1998 – 3 stycznia 1999     | Alberto Pandolfi            | niezależny                |
| 3 stycznia 1999 – 10 października 1999 | Victor Joy Way              | niezależny                |
| 10 października 1999 – 29 lipca 2000   | Alberto Bustamante Belaunde | niezależny                |
| 29 lipca 2000 – 22 listopada 2000      | Federico Salas              | niezależny                |

Prezydent Valentín Paniagua (2000–2001) 
| Data                              | Premier                 | Partia polityczna |
| --------------------------------- | ----------------------- | ----------------- |
| 22 listopada 2000 – 28 lipca 2001 | Javier Pérez de Cuéllar | niezależny        |

Prezydent Alejandro Toledo (2001–2006) 
| Data                               | Premier                  | Partia polityczna |
| ---------------------------------- | ------------------------ | ----------------- |
| 28 lipca 2001 – 11 lipca 2002      | Roberto Dañino Zapata    | niezależny        |
| 11 lipca 2002 – 28 czerwca 2003    | Luis Solari De La Fuente | Perú Posible      |
| 28 czerwca 2003 – 15 grudnia 2003  | Beatriz Merino Lucero    | niezależna        |
| 15 grudnia 2003 – 16 sierpnia 2005 | Carlos Ferrero Costa     | Perú Posible      |
| 16 sierpnia 2005 – 28 lipca 2006   | Pedro Pablo Kuczynski    | niezależny        |

Prezydent Alan García Pérez (2006–2011) 
| Data                                 | Premier            | Partia polityczna         |
| ------------------------------------ | ------------------ | ------------------------- |
| 28 lipca 2006 – 14 października 2008 | Jorge del Castillo | APRA                      |
| 14 października 2008 – 11 lipca 2009 | Yehude Simon       | Partia Humanistyczna Peru |
| 11 lipca 2009 – 14 września 2010     | Javier Velásquez   | APRA                      |
| 14 września 2010 – 19 marca 2011     | José Antonio Chang | APRA                      |
| 19 marca 2011 – 28 lipca 2011        | Rosario Fernández  | niezależna                |

Prezydent Ollanta Humala (2011–2016) 
| Data                                  | Premier               | Partia polityczna |
| ------------------------------------- | --------------------- | ----------------- |
| 28 lipca 2011 – 11 grudnia 2011       | Salomón Lerner Ghitis | niezależny        |
| 11 grudnia 2011 – 23 lipca 2012       | Oscar Valdés          | niezależny        |
| 23 lipca 2012 – 31 października 2013  | Juan Jiménez Mayor    | niezależny        |
| 31 października 2013 – 24 lutego 2014 | César Villanueva      | niezależny        |
| 24 lutego 2014 – 22 lipca 2014        | René Cornejo          | niezależny        |
| 22 lipca 2014 – 2 kwietnia 2015       | Ana Jara              | PNP               |
| 2 kwietnia 2015 – 28 lipca 2016       | Pedro Cateriano       | niezależny        |

Prezydent Pedro Pablo Kuczynski (2016–2018) 
| Data                             | Premier         | Partia polityczna    |
| -------------------------------- | --------------- | -------------------- |
| 28 lipca 2016 – 17 września 2017 | Fernando Zavala | niezależny           |
| 17 września 2017 – 23 marca 2018 | Mercedes Aráoz  | Peruwianie za Zmianą |

Prezydent Martín Vizcarra (2018–2020) 
| Data                                | Premier            | Partia polityczna    |
| ----------------------------------- | ------------------ | -------------------- |
| 23 marca 2018 – 2 kwietnia 2018     | Mercedes Aráoz     | Peruwianie za Zmianą |
| 2 kwietnia 2018 – 8 marca 2019      | César Villanueva   | niezależny           |
| 11 marca 2019 – 30 września 2019    | Salvador del Solar | niezależny           |
| 30 września 2019 – 15 lipca 2020    | Vicente Zeballos   | niezależny           |
| 15 lipca 2020 – 6 sierpnia 2020     | Pedro Cateriano    | niezależny           |
| 6 sierpnia 2020 – 11 listopada 2020 | Walter Martos      | niezależny           |

Prezydent Manuel Merino (2020) 
| Data                   | Premier             | Partia polityczna |
| ---------------------- | ------------------- | ----------------- |
| 11 – 18 listopada 2020 | Ántero Flores Aráoz | niezależny        |

Prezydent Francisco Sagasti (2020–2021) 
| Data                              | Premier          | Partia polityczna |
| --------------------------------- | ---------------- | ----------------- |
| 18 listopada 2020 – 28 lipca 2021 | Violeta Bermúdez | niezależna        |

Prezydent Pedro Castillo (2021–2022) 
| Data                                | Premier        | Partia polityczna  |
| ----------------------------------- | -------------- | ------------------ |
| 29 lipca 2021 – 6 października 2021 | Guido Bellido  | Wolne Peru         |
| 6 października 2021 – 1 lutego 2022 | Mirtha Vásquez | Wolne Peru         |
| 1 lutego 2022 – 8 lutego 2022       | Héctor Valer   | Demokratyczne Peru |
| 8 lutego 2022 – 24 listopada 2022   | Aníbal Torres  | niezależny         |
| 25 listopada 2022 – 7 grudnia 2022  | Betssy Chávez  | niezależny         |

Prezydent Dina Boluarte (od 2022) 
| Data                              | Premier            | Partia polityczna |
| --------------------------------- | ------------------ | ----------------- |
| 11 grudnia 2022 – 21 grudnia 2022 | Pedro Angulo Arana | niezależny        |
| 21 grudnia 2022 – 5 marca 2024    | Alberto Otárola    | niezależny        |
| 6 marca 2024 – 14 maja 2025       | Gustavo Adrianzén  | niezależny        |
| od 14 maja 2025                   | Eduardo Arana Ysa  | niezależny        |